# 別洛列琴斯克
別洛列琴斯克（俄语：Белоре́ченск） 是俄罗斯克拉斯诺达尔边疆区的一个城市。人口54,028人（2002年人口普查）。 
在苏联时代，该地有古拉格存在。该地于1862年建立，1958年升格为城镇。